# Авиационные происшествия 2000 года
В данном списке перечислены происшествия в гражданской и военной авиации, произошедшие в 2000 году и повлёкшие за собой потерю летательного аппарата и/или человеческие жертвы. В список не входят потери, произошедшие в зонах активных военных конфликтов.
В графе «Жертвы» через косую черту указаны число погибших/число выживших (например, 5/1 — 5 погибших, 1 выживший). Все происшествия представлены в хронологическом порядке, могут быть отсортированы по типу летательного аппарата и по эксплуатанту.
Список составлен на основе открытых источников, является неполным (например, известно, что ВВС Индии потеряли за год 26 самолётов и вертолётов, включая 10 МиГ-21) и может содержать неточности.

## Гражданская авиация

### Самолёты
| Дата       | Тип ЛА                  | Эксплуатант                 | Номер      | Место                           | Жертвы  | Примечания |
| ---------- | ----------------------- | --------------------------- | ---------- | ------------------------------- | ------- | --- |
| 30 января  | A310-304                | Kenya Airways               | 5Y-BEN     | Абиджан, Кот-д’Ивуар            | 169/10  | Упал в море сразу после взлёта. |
| 31 января  | MD-83                   | Alaska Airlines             | N963AS     | шт. Калифорния, США             | 88/0    | Разбился в Тихом океане из-за отказа стабилизаторов на эшелоне.                                                                                         |
| 2 февраля  | A300B2-203              | Iran Air                    | EP-IBR     | Тегеран, Иран                   | 0/0     | Пустой самолёт буксировали в ангар, когда в него врезался взлетавший C-130 ВВС Ирана.                                                                   |
| 12 февраля | Боинг 727-82            | Transafrik                  | S9-NAZ     | Луанда, Ангола                  | 0/7     | При посадке в сложных метеоусловиях зацепил крылом ВПП, в результате чего фюзеляж разломился на две части.                                              |
| 12 февраля | A300B4-203              | Air Afrique                 | TU-TAT     | Дакар, Сенегал                  | 0/182   | Во время рулёжки по аэродрому левая основная стойка шасси самопроизвольно убралась, что привело к возгоранию в районе левого двигателя. Самолёт списан. |
| 16 февраля | DC-8-71F                | Emery Worldwide             | N8079U     | Сакраменто, шт. Калифорния, США | 3/3     | Разбился после взлёта. |
| 9 марта    | Як-40Д                  | Вологодские авиалинии       | RA-88170   | Москва, Россия                  | 9/0     | Разбился на взлёте в аэропорту Шереметьево. В числе погибших были журналист Артём Боровик и бизнесмен Зия Бажаев.                                       |
| 17 марта   | DHC-6 «Твин Оттер» 300  | AeroPerlas                  | HP-1267APP | Панама                          | 10/0    | Разбился в горах. |
| 11 апреля  | A320-231                | Mexicana                    | F-OHMD     | Мексика                         | 0/0     | Сгорел на аэродроме во время заправки. |
| 19 апреля  | Боинг 737-2H4           | Air Philippines             | RP-C3010   | р-н Давао, Филиппины            | 131/0   | Разбился при заходе на посадку. |
| 30 апреля  | DC-10-30F               | Das Air Cargo               | N800WR     | Энтеббе, Уганда                 | 0/7     | При посадке съехал с ВПП в озеро Виктория. Списан. |
| 2 мая      | Learjet 35A             | Northern Executive Aviation | G-MURI     | Лион, Франция                   | 2/3     | Разбился при вынужденной посадке из-за отказа левого двигателя.                                                                                         |
| 5 июня     | F-27 «Френдшип» 600     | Ghana Airlink               | G 524      | Гана                            | 7/45    | Разбился при посадке в сложных метеоусловиях. |
| 22 июня    | Y-7-100C                | Wuhan Airlines              | B-3479     | р-н Уханя, Китай                | 42/0    | Разбился при полёте в сложных метеоусловиях. На земле погибло 7 человек.                                                                                |
| 17 июля    | Боинг 737-2A8           | Alliance Air                | VT-EGD     | Патна, шт. Бихар, Индия         | 55/3    | Разбился при заходе на посадку из-за ошибки экипажа. На земле погибло 5 человек.                                                                        |
| 20 июля    | C-47A-10-DK «Скайтрэйн» | Allied Air Freight          | N54AA      | р-н Нассау, Багамские острова   | 2/0     | Разбился во время взлёта. |
| 25 июля    | «Конкорд»               | Air France                  | F-BTSC     | Париж, Франция                  | 109/0   | Упал на взлёте в аэропорту Шарля де Голля. На земле погибли 4 человека. См. отдельную статью.                                                           |
| 27 июля    | DHC-6 «Твин Оттер» 300  | Royal Nepal Airlines        | 9N-ABP     | Непал                           | 25/0    | Упал в лес. |
| 23 августа | A320-212                | Gulf Air                    | A4O-EK     | Бахрейн                         | 143/0   | Потерпел катастрофу в Персидском заливе. |
| 31 октября | Боинг 747—412           | Singapore Airlines          | 9V-SPK     | Тайбэй, Тайвань                 | 83/96   | Разбился на взлёте в сложных метеоусловиях. Взлетал с закрытой на ремонт ВПП.                                                                           |
| 15 ноября  | Ан-24                   | ASA Pesada                  | D2-FCG     | р-н Луанды, Ангола              | 42—57/0 | Вероятно, отказ двигателя. |

### Вертолёты
| Дата    | Тип ЛА           | Эксплуатант                                                     | Номер    | Место          | Жертвы | Примечания |
| ------- | ---------------- | --------------------------------------------------------------- | -------- | -------------- | ------ | --- |
| 2 июня  | SA.341G «Газель» | Межотраслевой научно-технический комплекс «Микрохирургия глаза» | RA-00502 | Москва, Россия | 4/0    | Потеря управления вертолетом из-за разрушения лопасти несущего винта от удара о фюзеляж. В числе погибших был офтальмолог Святослав Фёдоров. |
| 26 июня | Ми-8             | Lao Aviation                                                    | н.д.     | Лаос           | 15/0   | [ 24 ] |

## Государственная авиация

### Самолёты
| Дата            | Тип ЛА                                                           | Эксплуатант                       | Номер           | Место                                        | Жертвы  | Примечания |
| --------------- | ---------------------------------------------------------------- | --------------------------------- | --------------- | -------------------------------------------- | ------- | --- |
| 10 января       | F/A-18D Block 36 «Хорнет»                                        | КМП США                           | 164665          | шт. Аризона, США                             | 0/2     | Пилот потерял управление во время учебного воздушного боя.                                                                                 |
| 17 января       | F-4E «Фантом» II                                                 | ВВС Греции                        | 01519 72-1519   | р-н Афин, Греция                             | 2/0     | Разбился при полёте в сложных метеоусловиях.                                                                                               |
| 20 января       | A-10A «Тандерболт» II                                            | ВВС Национальной гвардии США      | 80-0266         | шт. Айдахо, США                              | 1/0     | [ 27 ] |
| 30 января       | Су-24М                                                           | ВВС России                        |                 | Ахтубинск, Астраханская обл., Россия         | 0/0     | Самолёты, подготовленные к боевому вылету в Чечне, сгорели на аэродроме во время пожара, спровоцированного водителем теплового автомобиля. |
| 1 февраля (?)   | МиГ-27 (?) МиГ-21У (?)                                           | ВВС Узбекистана                   |                 | Узбекистан                                   | 2/1     | Столкнулись в воздухе. |
| 2 февраля       | F-16A Block 10A «Файтинг Фалкон»                                 | ВВС Израиля                       | 237 78-0338     | Израиль                                      | 0/1     | Отказ двигателя. |
| 2 февраля       | C-130 «Геркулес»                                                 | ВВС Ирана                         |                 | Тегеран, Иран                                | 6—10/0  | На взлёте столкнулся с пустым A300, который буксировали в ангар.                                                                           |
| 16 февраля      | F-16D Block 40J «Файтинг Фалкон»                                 | ВВС США                           | 90-0794         | шт. Джорджия, США                            | 0/2     | Разбился по технической причине во полёта в ночных условиях.                                                                               |
| 16 февраля      | F-16C Block 42F «Файтинг Фалкон»                                 | ВВС США                           | 89-2094         | шт. Аризона, США                             | 0/1     | [ 33 ] |
| 14 марта        | Су-24                                                            | ВВС России                        |                 | Смоленская обл., Россия                      | 0/2     | [ 34 ] |
| 17 марта        | F-14B «Томкэт»                                                   | ВМС США                           | 163219          | Атлантический океан                          | 0/2     | [ 35 ] |
| 19 марта        | F-16C Block 50Q «Файтинг Фалкон»                                 | ВВС США                           | 93-0534         | шт. Техас, США                               | 1/0     | Разбился во время выступления на авиашоу.                                                                                                  |
| 22 марта        | CASA 212-DE «Авиокар» 200                                        | ВВС Испании                       | TM.12D-73       | Испания                                      | 7/0     | Разбился в сложных метеоусловиях. |
| 27 марта        | F-16D Block 30F «Файтинг Фалкон»                                 | ВВС Израиля                       | 077 88-1715     | Израиль                                      | 2/0     | Упал в Средиземное море |
| 4 апреля        | F-16C Block 50 «Файтинг Фалкон»                                  | ВВС Турции                        | 93-0657 93-0666 | Турция                                       | 1/1     | Столкнулись в воздухе. |
| 5 апреля        | МиГ-31УБ                                                         | ВВС России                        |                 | Архангельская обл., Россия                   | 1/1     | Жёсткая посадка по вине экипажа; самолёт сгорел.                                                                                           |
| 6 апреля        | «Мираж» F-1                                                      | ВВС Франции                       |                 | Средиземное море                             | 0/1     | [ 41 ] |
| 15 апреля       | AV-8B «Харриер» II                                               | КМП США                           | 164144          | шт. Аризона, США                             | 0/1     | Отказ техники/пожар на борту. |
| 20 апреля (19?) | МиГ-29УБ                                                         | ВВС Алжира                        |                 | пров. Оран, Алжир                            | 0/2     | Упал на жилой дом. На земле погибли 1 или 2 человека.                                                                                      |
| 25 апреля       | МиГ-23БН                                                         | ВВС Индии                         |                 | шт. Пенджаб, Индия                           | 1/0     | [ 44 ] |
| 2 мая           | T-34C «Турбо Ментор»                                             | ВМС США                           | 160629          | шт. Алабама, США                             | 2/0     | [ 45 ] |
| 6 мая           | МиГ-21                                                           | ВВС Индии                         |                 | р-н Амбалы, шт. Харьяна, Индия               | 0/1?    | [ 46 ] |
| 9 мая           | F/A-18D «Хорнет»                                                 | КМП США                           | 164233          | шт. Калифорния, США                          | 0/2     | Загорелся в полёте. |
| 10 мая          | МиГ-23                                                           | ВВС Индии                         |                 | р-н Хальвары, шт. Пенджаб, Индия             | 0/1     | Пожар двигателя. |
| 10 мая          | VF-5A «Фридом Файтер»                                            | ВВС Венесуэлы                     | FAV-??76        | р-н Баркисимето, Венесуэла                   | 0/1     | [ 49 ] |
| 11 мая          | Су-33                                                            | ВМФ России                        |                 | Мурманская обл., Россия                      | 0/1     | [ 50 ] |
| 16 мая          | A-7 «Корсар» II                                                  | ВВС Греции                        |                 | Ханья, о. Крит, Греция                       | 1/0     | Разбился на взлёте. Пилот умер в госпитале от полученных ранений.                                                                          |
| 18 мая          | F-4E «Фантом» II                                                 | ВВС Греции                        | 01511 72-1511   | преф. Беотия, Греция                         | 2/0     | Упал на жилой дом. На земле погибло 2 человека.                                                                                            |
| 21 мая          | VF-5A «Фридом Файтер»                                            | ВВС Венесуэлы                     | FAV-9348        | р-н Баркисимето, Венесуэла                   | 0/1     | Отказ двигателя после попадания птицы в воздухозаборник.                                                                                   |
| 3 июня          | L-39C «Альбатрос»                                                | ВВС Словакии                      | 4355            | Словакия                                     | 1/0     | Самолёт пилотажной группы ВВС Словакии «Белые альбатросы» разбился на авиашоу.                                                             |
| 6 июня (?)      | Су-24 (?)                                                        | ВВС Узбекистана                   |                 | Узбекистан                                   | 2/0     | [ 53 ] |
| 9 июня          | Су-25                                                            | ВВС России                        |                 | р-н Будённовска, Ставропольский край, Россия | 1/0     | [ 54 ] |
| 12 июня         | МиГ-27М                                                          | ВВС Индии                         |                 | шт. Западная Бенгалия, Индия                 | 0/1     | Упал на дом. |
| 16 июня         | F-16C Block 25E «Файтинг Фалкон»                                 | ВВС США                           | 84-1311         | шт. Аризона, США                             | 0/1     | [ 56 ] |
| 16 июня         | Су-22                                                            | ВВС Чехии                         |                 | Чехия                                        | 1/0     | Разбился при заходе на посадку. |
| 18 июня         | F-14A «Томкэт»                                                   | ВМС США                           | 158629          | шт. Пенсильвания, США                        | 2/0     | Разбился во время авиационного шоу. |
| 21 июня         | F-16C Block 40A «Файтинг Фалкон»                                 | ВВС США                           | 87-0357         | пров. Альберта, Канада                       | 0/1     | Столкнулся с птицей. |
| 21 июня         | AV-8B «Харриер» II                                               | КМП США                           | 164145          | шт. Аризона, США                             | 0/1     | Пожар двигателя. |
| 21 июня         | Ил-76МД                                                          | ВВС России                        | RA-76723        | Астраханская обл., Россия                    | 0/233   | Сгорел после аварийной посадки. |
| 23 июня         | F-14A «Томкэт»                                                   | ВМС США                           | 162603          | Тихий океан                                  | 0/2     | Упал в океан при запуске с авианосца. |
| 26 июня         | Су-24М                                                           | ВВС России                        |                 | р-н Воронежа, Россия                         | 0/2     | Разбился при посадке из-за ошибки пилота.                                                                                                  |
| 27 июня         | C-1A                                                             | ВВС Японии                        | 88-1027         | Япония                                       | 5/0     | Упал в море. |
| 7 июля          | F/A-18D Block 41 «Хорнет»                                        | КМП США                           | 164868          | Атлантический океан                          | 0/2     | Упал в океан у побережья Южной Каролины.                                                                                                   |
| 11 июля         | T-38A «Тэлон»                                                    | ВМС США                           | 65-10375        | шт. Мэриленд, США                            | 2/0     | [ 65 ] |
| 13 июля         | МиГ-21У                                                          | ВВС Индии                         |                 | шт. Западная Бенгалия, Индия                 | 2/0     | [ 66 ] |
| 25 июля         | HC-130H «Геркулес»                                               | Королевские ВВС Иордании          | 64-14857 348    | Иордания                                     | 13/?    | Части находившихся на борту парашютистов удалось покинуть самолёт.                                                                         |
| 26 июля         | F-14B «Томкэт»                                                   | ВМС США                           | 163228          | Саудовская Аравия                            | 0/2     | [ 68 ] |
| 1 августа       | F-16A Block 10A «Файтинг Фалкон»                                 | ВВС Израиля                       | 248 78-0344     | р-н Хацерим, Израиль                         | 0/1     | Отказ двигателя. |
| 1 августа (2?)  | L-29 «Дельфин»                                                   | ВВС Чехии                         |                 | р-н Хрудим, Чехия                            | 1/0     | Погиб руководитель боевой подготовки ВВС Чехии.                                                                                            |
| 2 августа       | H-5                                                              | ВВС Румынии                       | 307             | Кэлэраши, Румыния                            | 0/3     | Разбился во время посадки из-за ошибки пилота.                                                                                             |
| 3 августа       | F-15C «Игл»                                                      | ВВС США                           | 86‑0173         | шт. Невада, США                              | 0/1     | Разбился во время учений Green Flag. |
| 5 августа       | МиГ-21бис                                                        | ВВС Индии                         |                 | р-н Дели, Индия                              | 1/0     | Разбился сразу после вылета из международного аэропорта им. Индиры Ганди.                                                                  |
| 8 августа       | F-16C Block 42D «Файтинг Фалкон»                                 | ВВС США                           | 88-0542         | шт. Невада, США                              | 0/1     | Столкнулся в воздухе с другим F-16, который получил незначительные повреждения.                                                            |
| 24 августа      | «Харриер» T.10                                                   | Королевские ВВС Великобритании    | ZH654           | р-н Солсбери, Великобритания                 | 0/2     | Разбился на посадке. |
| 28 августа      | F-16C Block 30A «Файтинг Фалкон»                                 | ВВС США                           | 85-1456         | шт. Техас, США                               | 1/0     | [ 76 ] |
| 30 августа      | «Торнадо» IDS                                                    | ВВС Германии                      | 44+22           | Канада                                       | 2/0     | [ 77 ] |
| 31 августа      | F-16C Block 25A «Файтинг Фалкон»                                 | ВВС США                           | 83-1138         | шт. Нью-Джерси, США                          | 0/1     | Отказ двигателя; упал в Атлантический океан.                                                                                               |
| 6 сентября      | МиГ-21УБ                                                         | ВВС Казахстана                    |                 | Балхаш, Казахстан                            | 0/2     | Разбился на взлёте в первом полёте после расконсервации.                                                                                   |
| 11 сентября     | F/A-18D Block 37 «Хорнет»                                        | КМП США                           | 164692          | шт. Аризона, США                             | 2/0     | Столкнулся в воздухе с другим F/A-18, которому удалось совершить посадку.                                                                  |
| 12 сентября     | «Мираж» IIIOA                                                    | ВВС Пакистана                     |                 | р-н Карачи, Пакистан                         | 0/1     | [ 80 ] |
| 12 сентября     | F-15E «Страйк Игл»                                               | ВВС США                           | 96‑0203         | Великобритания                               | 0/2     | Разбился при посадке (лопнула покрышка). Был восстановлен, но больше не летал и использовался в учебных целях.                             |
| 24 сентября     | Су-24                                                            | ВВС России (ВМФ?)                 |                 | Пушкин, Ленинградская обл., Россия           | 0/0     | Сгорели во время пожара в цеху авиаремонтного завода ВМФ.                                                                                  |
| 27 сентября     | T-34C «Турбо Ментор»                                             | ВМС США                           | 161045          | шт. Алабама, США                             | 2/0     | [ 65 ] |
| 29 сентября     | F/A-18C Block 37 «Хорнет»                                        | ВМС США                           | 164681          | Персидский залив                             | 1/0     | Упал в воду при запуске с авианосца. |
| 2 октября       | «Хок» 108                                                        | ВВС Малайзии                      | M40-06          | Лабуан, Малайзия                             | 0/1     | Разбился при посадке. |
| 4 октября       | F-7P                                                             | ВВС Пакистана                     |                 | пр. Пенджаб, Пакистан                        | 0/1     | [ 85 ] |
| 5 октября       | F/A-18C Block 41 «Хорнет»                                        | КМП США                           | 164867          | шт. Аризона, США                             | 0/1     | [ 35 ] |
| 5 октября       | F-104ASAM «Старфайтер»                                           | ВВС Италии                        | 6775 37-10      | р-н Кастельветрано, о. Сицилия, Италия       | 0/1     | Отказ двигателя. На земле погиб 1 человек.                                                                                                 |
| 10 октября      | МиГ-21                                                           | ВВС Чехии                         |                 | Чехия                                        | 1/0     | Столкнулись в воздухе. |
| 12 октября      | F-16C Block 42F «Файтинг Фалкон»                                 | ВВС США                           | 89-2088         | р-н Атланты, США                             | 0/1     | Отказ двигателя. |
| 13 октября      | МиГ-21                                                           | ВВС Индии                         |                 | шт. Раджастхан, Индия                        | 1/0     | Упал на деревню. На земле погиб 1 человек.                                                                                                 |
| 16 октября      | МиГ-21У                                                          | ВВС Индии                         |                 | шт. Ассам, Индия                             | 1/1 0/1 | Столкнулись в воздухе. |
| 18 октября      | «Хок» T.1A                                                       | Королевские ВВС Великобритании    | XX282           | Нортумберленд, Великобритания                | 0/2     | Столкнулся с птицей. |
| 20 октября      | F/A-18C Block 40 «Хорнет»                                        | ВМС США                           | 164737          | Тихий океан                                  | 1/0     | Упал в море у побережья Калифорнии, США.                                                                                                   |
| 25 октября      | Ил-18Д                                                           | ВВС России                        | RA-74295        | р-н Батуми, Грузия                           | 84/0    | Разбился при заходе на посадку. |
| 27 октября      | F/A-18C «Хорнет»                                                 | ВМС США                           | 164232          | шт. Невада, США                              | 0/1     | Во время ночного вылета столкнулся в воздухе с другим F/A-18, которому удалось совершить посадку.                                          |
| 27 октября      | «Ягуар» GR.1A                                                    | Королевские ВВС Великобритании    | XZ111           | р-н Дамфрис, Шотландия, Великобритания       | 0/1     | Столкнулся со стаей птиц. |
| 1 ноября        | A-7H «Корсар» II                                                 | ВВС Греции                        | 159666          | Греция                                       | 0/1     | [ 95 ] |
| 13 ноября       | F-16C Block 30J «Файтинг Фалкон»                                 | ВВС Греции                        | 123 88-0123     | р-н Волоса, Греция                           | 1/0     | [ 96 ] |
| 13 ноября       | F-16C Block 50 «Файтинг Фалкон» F-16C Block 50A «Файтинг Фалкон» | ВВС США                           | 90-0801 90-0811 | Японское море                                | 1/1     | Столкнулись в воздухе. |
| 15 ноября       | МиГ-27М                                                          | ВВС Индии                         |                 | шт. Западная Бенгалия, Индия                 | 0/1     | [ 98 ] |
| 16 ноября       | F-16C Block 40G «Файтинг Фалкон»                                 | ВВС США                           | 89-2104         | р-н Сарасоты, шт. Флорида, США               | 0/1     | Столкнулся в воздухе с «Сессна-172» (пилот которой погиб).                                                                                 |
| 16 ноября       | «Харриер» T.8                                                    | Королевские ВМС Великобритании    | ZD992           | Сомерсет, Великобритания                     | 0/2     | [ 100 ] |
| 18 ноября       | «Торнадо» IDS                                                    | Королевские ВВС Саудовской Аравии | 6610            | Саудовская Аравия                            | ???     | [ 101 ] |
| 5 декабря       | T-38A «Тэлон»                                                    | ВВС США                           | 67-14938        | шт. Техас, США                               | 0/2     | [ 102 ] |
| 6 декабря       | S-3B «Викинг»                                                    | ВМС США                           | 159768          | Атлантический океан                          | 0/4     | [ 35 ] |
| 13 декабря      | F-16C Block 30D «Файтинг Фалкон»                                 | ВВС США                           | 86-0313         | Панама                                       | 0/1     | Отказ двигателя. |
| 18 декабря      | МиГ-21                                                           | ВВС Индии                         |                 | шт. Раджастхан, Индия                        | 1/0     | Взорвался в воздухе. |

### Вертолёты
| Дата       | Тип ЛА         | Эксплуатант              | Номер   | Место                        | Жертвы | Примечания                                            |
| ---------- | -------------- | ------------------------ | ------- | ---------------------------- | ------ | ----------------------------------------------------- |
| 10 июля    | AH-64A «Апач»  | Национальная гвардия США | 90-0335 | шт. Аризона, США             | 2/0    | [ 105 ]                                               |
| 21 июля    | Ми-8           | ВВС России               |         | р-н Санкт-Петербурга, Россия | 19/0   | Принимал участие в учениях военных спасателей.        |
| 22 октября | UH-1N «Ирокез» | КМП США                  | 159680  | шт. Калифорния, США          | 0/4    | Разбился при посадке в условиях сильной запылённости. |